# Killer Fish - L'agguato sul fondo
Killer Fish - L'agguato sul fondo è un film del 1979 diretto da Antonio Margheriti.

## Trama
Una banda di ladri riesce a compiere una rapina cospicua. La refurtiva viene nascosta, successivamente, nelle profondità di un lago dove Paul, il capo, ha allevato dei piranha per evitare che qualcuno del gruppo rubasse il tesoro. A mano a mano, tutti i componenti ci rimettono la pelle per tentare di impossessarsi del bottino.

## Produzione

### Riprese
Il film, commissionato da Carlo Ponti, è stato interamente girato in Brasile. In alcune scene è possibile scorgere Rio de Janeiro.

### Cast
Gli attori sono quasi tutti di origine americana. Fra gli interpreti, primeggia Lee Majors, star della serie tv L'uomo da sei milioni di dollari.

## Colonna sonora
L'edizione musicale è stata curata dalla band romana Oliver Onions. L'album contamina il genere disco con il jazz. La canzone principale è cantata da Amii Stewart, con testi del cantautore-compositore inglese Simon May.

## Distribuzione
Il progetto è stato distribuito all'estero come film televisivo, finanziato dalla ITC, casa di produzione britannica.
In Inghilterra, è uscito nei cinema in versione censurata. Channel 5 l'ha, invece, mandato in onda, successivamente, senza tagli e con restrizioni di età.
È stato riproposto in formato home video e in piattaforme streaming.

## Accoglienza
Il critico Paolo Mereghetti giudica la pellicola negativamente, sottolineando come sia una copia di Piraña. In un articolo di Nocturno, Margheriti ha sempre smentito l'idea che abbia plagiato il cult del regista americano. Il lungometraggio di Joe Dante, infatti, uscì in Italia lo stesso mese e anno di Killer Fish (gennaio 1979).

## Curiosità
- Compare nel programma satirico Mystery Science Theater 3000.